# Justicia lavandulifolia
Justicia lavandulifolia är en akantusväxtart som först beskrevs av Johann Baptist Emanuel Pohl och Christian Gottfried Daniel Nees von Esenbeck, och fick sitt nu gällande namn av Wassh.. Justicia lavandulifolia ingår i släktet Justicia och familjen akantusväxter. Inga underarter finns listade i Catalogue of Life.